# Psykisk sygdom
En psykisk sygdom, også kendt som psykisk lidelse eller mentalt helbredsproblem, henviser til en bred vifte af tilstande, som påvirker en persons tankegang, følelser, adfærd eller social interaktion. Disse tilstande kan variere i sværhedsgrad, varighed og påvirkning af en persons evne til at fungere i hverdagen. Psykisk sygdom er kompleks, og det er vigtigt at forstå, at det ikke er ensbetydende med svaghed eller manglende karakter.
Verdenssundhedsorganisationen WHO definerer psykisk lidelse som en forstyrrelse i en persons følelser, emotionelle regulering eller adfærd, der medfører lidelse eller nedsat funktion. Forskning viser, at 82 procent af befolkningen vil få en psykisk sygdom i løbet af deres liv.

## Begrebet og dets historiske udvikling
Begrebet psykisk sygdom dækker oprindeligt over forestillingen om, at mental lidelse kan forstås parallelt med organiske sygdomme. Der har imidlertid været forskellige opfattelser af psykiske sygdomme igennem historien. De har dannet grundlag for praktiske tilgange til at afhjælpe tilstandene inden for psykiatri, klinisk psykologi og psykoterapi.I moderne psykiatrisk og psykologisk samt psykoterapeutisk sammenhæng er man i stigende grad gået bort fra begrebet psykisk sygdom, og taler i stedet om psykiske lidelser og forstyrrelser.

## Psykiatriske diagnoser
Inden for psykiatrien anvendes psykiatriske diagnoser til at betegne og kategorisere de forskellige tynder af psykiske lidelser. Psykiatriske diagnoser er kategorier af mentale sundhedstilstande, der er etableret af diagnostiske manualer som Diagnostic and Statistical Manual of Mental Disorders (DSM) eller International Classification of Diseases (ICD). Disse diagnoser bruges af sundhedsprofessionelle, herunder psykiatere, psykologer og kliniske terapeuter, til at identificere og beskrive forskellige mentale sundhedsforhold hos enkeltpersoner.
WHO's officielle liste over psykiske sygdomme fremgår af International Classification of Disease (ICD-10), kapitel F: Psykiske lidelser og adfærdsmæssige forstyrrelser. De er opdelt i følgende ti underafsnit:
- F00-09 Organiske (inkl. symptomatiske) psykiske lidelser (f.eks. demens)
- F10-19 Psykiske lidelser og adfærdsmæssige forstyrrelser forårsaget af brug af alkohol eller andre psykoaktive stoffer (f.eks. alkoholisme)
- F20-29 Skizofreni, skizotypisk sindslidelse, paranoide psykoser, akutte og forbigående psykoser samt skizoaffektive psykoser (f.eks. skizofreni)
- F30-39 Affektive sindslidelser (f.eks. depression[8])
- F40-49 Nervøse og stress-relaterede tilstande samt tilstande med nervøst betingede legemlige symptomer (f.eks. angst[9][10])
- F50-59 Adfærdsændringer forbundne med fysiologiske forstyrrelser og fysiske faktorer (f.eks. anoreksi)
- F60-69 Forstyrrelser og forandringer af personlighedsstruktur og adfærd (f.eks. personlighedsforstyrrelse)[11]
- F70-79 Mental retardering
- F80-89 Psykiske udviklingsforstyrrelser (f.eks. autisme)
- F90-98 Adfærds- og følelsesmæssig forstyrrelser opstået i barndom eller adolescens (f.eks. ADHD)[12]

## Typer af psykiske lidelse
Psykiske lidelser kan variere betydeligt i deres karakteristika og sværhedsgrad. Nogle af de mest udbredte former for psykiske lidelser inkluderer:

### Angstlidelser
Dette omfatter tilstande som generaliseret angstlidelse (GAD), social angstlidelse, paniklidelse og fobier. Personer med angstlidelser oplever overdreven bekymring, frygt eller angst.
Mennesker med generaliseret angst oplever kronisk og overdreven bekymring og angst om mange forskellige situationer eller begivenheder, selvom der ikke er nogen åbenlys grund til bekymring. Dette kan påvirke daglige aktiviteter og livskvalitet betydeligt.
Social angstlidelse, også kendt som social fobi, involverer intens angst eller frygt for sociale situationer, hvor individet kan blive vurderet eller evalueret af andre. Dette kan føre til undgåelse af sociale sammenkomster og problemer med at opretholde relationer.
Mennesker med panikangst oplever gentagne uventede panikanfald, der ledsages af intense fysiske og mentale symptomer som hjertebanken, sveden, rysten og følelsen af at miste kontrol. Panikangreb kan også føre til udvikling af agorafobi, hvor individet undgår steder eller situationer, hvor panikanfaldet kan forekomme.
Fobier omfatter specifikke tilstande, hvor personer oplever overdreven frygt for bestemte objekter, dyr, situationer eller aktiviteter, og agorafobi, hvor man undgår steder eller situationer, der kan føre til panik.

### Depressive lidelser
Depression er kendetegnet ved vedvarende tristhed, tab af interesse eller fornøjelse, energitab og søvnforstyrrelser. Dette kan omfatte klinisk depression, bipolar lidelse og sæsonbetonet affektiv lidelse (SAD).
Klinisk depression er kendetegnet ved vedvarende følelse af tristhed, håbløshed, nedsat interesse eller fornøjelse, energitab, ændringer i søvnmønstre og vægtændringer. Det kan påvirke daglige funktioner og nedsætte livskvaliteten.
Bipolar lidelse er præget af episoder med depression, der skifter med episoder af mani eller hypomani. Maniske perioder indebærer øget energi, impulsiv adfærd, nedsat søvnbehov og hurtig tankegang. Bipolar lidelse kan have betydelige udsving mellem disse to tilstande.
Dystymi er en vedvarende, kronisk form for depression, hvor symptomerne er mindre alvorlige end i klinisk depression, men varer i mindst to år. Det kan have en betydelig indvirkning på langsigtede funktioner og livskvalitet.
Mennesker med Sæsonbetonet Affektiv Lidelse (SAD) oplever depressive symptomer på bestemte årstider, normalt om vinteren, når der er mindre naturligt lys. Dette kan påvirke energiniveauet og humøret.

### Psykoselidelser
Psykoselidelser involverer tab af kontakt med virkeligheden og inkluderer skizofreni og skizofreniform lidelse. Personer med psykoselidelser kan opleve hallucinationer, vrangforestillinger og forvrænget tænkning.

### Stemmingslidelser
Udover depression og bipolar lidelse kan stemningslidelser omfatte lidelser som dystymi (vedvarende depressive lidelser) og cyklotymi (mild form for bipolar lidelse).

### Spiseforstyrrelser
Dette omfatter anoreksi nervosa, bulimi nervosa og overspisningslidelse. Spiseforstyrrelser involverer ofte en forvrænget opfattelse af krop og mad?
Personer med anorexia nervosa har en intens frygt for vægtøgning og opretholder en unormalt lav kropsvægt. Dette kan ledsages af overdreven træning, restriktivt spisemønster og en forvrænget selvopfattelse, hvor de ser sig selv som overvægtige, selvom de er undervægtige. Anorexia nervosa kan have alvorlige konsekvenser for fysisk og mental sundhed, herunder hjerte-kar-problemer, knogletab og social isolation.
Personer med bulimia nervosa har gentagne episoder af overspisning efterfulgt af tvangsmæssig opkastning eller brug af afføringsmidler eller overdreven træning for at forhindre vægtøgning. De kan have en normal kropsvægt eller være overvægtige. Bulimia nervosa kan have alvorlige konsekvenser, såsom elektrolytubalance, tandproblemer og gastrointestinalt stress.
Overspisningslidelse (Binge Eating Disorder) involverer gentagne episoder af overspisning uden tvangsmæssig opkastning eller ekstrem træning for at kompensere. Personer med overspisningslidelse kan opleve tab af kontrol under overspisningsepisoder og ofte føle sig skyldige eller skamfulde bagefter. Det kan føre til vægtøgning og sundhedsmæssige problemer relateret til fedme.

### Personlighedsforstyrrelser
Personlighedsforstyrrelser karakteriseres af vedvarende mønstre af adfærd, tanker og følelser, der adskiller sig fra samfundets normer. Eksempler inkluderer borderline personlighedsforstyrrelse og narcissistisk personlighedsforstyrrelse.
Borderline Personlighedsforstyrrelse (BPD) er en kompleks personlighedsforstyrrelse, der er kendetegnet ved ustabile relationer, selvbillede og stemninger. Personer med BPD kan opleve intense følelsesmæssige reaktioner, problemer med impulsivitet, identitetsforstyrrelser og hyppige konflikter med andre. Behandling kan involvere terapi, medicin og færdighedstræning for at håndtere intense følelser.
Mennesker med Narcissistisk Personlighedsforstyrrelse (NPD) har et overdrevet behov for beundring og mangler ofte empati for andre. De har en grandios selvbillede, og deres interaktioner kan præges af arrogance og udnyttelse af andre. Terapi kan være udfordrende på grund af personens modvilje mod at anerkende egne problemer?
Mennesker med Antisocial Personlighedsforstyrrelse (ASPD) kan vise en vedvarende mønster af foragt for andres rettigheder og sociale normer. Dette kan indebære kriminel adfærd, manglende ansvar og impulsivitet. Behandling kan være udfordrende, da mennesker med ASPD ikke altid søger hjælp frivilligt.

### OCD (Obsessive-Compulsive Disorder)
Personer med OCD oplever obsessive og uønskede tanker, der fører til gentagne tvangshandlinger eller ritualer, der udføres for at lindre angst.
Dette er gentagne handlinger eller mentale handlinger, som en person føler sig tvunget til at udføre som reaktion på obsessive tanker. Kompulsioner kan omfatte håndvask, tælle, organisering eller gentagne mentale handlinger.
OCD kan have en betydelig indvirkning på en persons daglige liv og forårsage intens angst. Individet udfører kompulsioner for at håndtere angst eller for at forhindre en forestående fare. Langvarig OCD kan forstyrre daglige aktiviteter og sociale relationer.

### ADHD (Attention-Deficit/Hyperactivity Disorder)
ADHD påvirker opmærksomhed, impulsivitet og aktivitetsniveau og kan påvirke børn og voksne.
ADHD diagnosticeres normalt i barndommen, men symptomer kan fortsætte ind i voksenalderen. Diagnose kræver ofte en grundig vurdering af adfærdsmønstre, evaluering af opmærksomhed og impulsivitet samt udelukkelse af andre potentielle årsager til symptomerne.

### PTSD (Post-Traumatic Stress Disorder)
PTSD opstår som følge af at have oplevet eller været vidne til traumatiske begivenheder. Det kan forårsage flashbacks, mareridt og intense reaktioner på mindelser om traumet.

### Autisme Spektrum Forstyrrelser (ASD)
ASD omfatter en række udviklingsforstyrrelser, der påvirker kommunikation, sociale interaktioner og adfærd. Dette inkluderer autisme og Aspergers syndrom.
ASD inkluderer en række udviklingsforstyrrelser, og symptomer kan variere betydeligt. Dette kan omfatte udfordringer med social interaktion, kommunikation, gentagende adfærd og særinteresser.
Nogle mennesker med ASD kan have betydelige vanskeligheder med at forstå sociale signaler, udvikle venskaber og deltage i samtaler.

## Behandling af psykiske sygdomme
Psykiske lidelser og forstyrrelser behandles eller lindres på forskellige måder: medicinsk behandling, psykoterapi og pædagogiske tiltag. Indenfor lægevidenskaben er psykiatri det speciale, der omhandler de psykiske sygdomme, lidelser og forstyrrelser. Af andre faggrupper, der arbejder med behandling og lindring af psykiske sygdomme kan nævnes psykologer, pædagoger, sygeplejersker, socialrådgivere og forskellige former for psykoterapeuter.

## Teorier
Der er flere teorier og tilgange til at forstå psykisk sygdom, og forskellige discipliner, såsom psykiatri, psykologi og neurovidenskab, bidrager med forskellige perspektiver. Her er nogle af de mest udbredte teorier:

### Biologisk teori
Denne teori fokuserer på fysiske og biologiske faktorer, der kan påvirke mental sundhed. Kemiske ubalancer i hjernen, genetiske faktorer og neurobiologiske processer undersøges for at forstå årsagerne til psykisk sygdom.
En af hovedantagelserne er, at forstyrrelser i neurotransmittere (kemiske budbringere i hjernen) kan påvirke kommunikationen mellem hjerneceller og bidrage til psykiske lidelser. For eksempel er serotonin, dopamin og noradrenalin neurotransmittere, der ofte studeres i forbindelse med humørforstyrrelser.
Biologisk teori peger på, at genetiske dispositioner kan øge sårbarheden for psykiske lidelser. Hvis der er en familiehistorie af en bestemt lidelse, kan der være en genetisk prædisposition, der øger risikoen for at udvikle den pågældende lidelse.
En konsekvens af den biologiske tilgang er udviklingen af farmakologiske behandlinger. Medicin, såsom antidepressiva, antipsykotika og stemningsstabilisatorer, retter sig ofte mod at påvirke neurotransmitteraktivitet for at regulere humør og adfærd.

### Psykoanalytisk teori
Denne teori blev skabt af Sigmund Freud og postulerer, at psykisk sygdom kan skyldes undertrykte konflikter og ubevidste drifter. Freud mente, at psykoterapi kunne hjælpe med at bringe disse ubevidste processer til bevidstheden og lette helbredelse.
Psykoanalysen hævder, at mange af vores handlinger og følelser er styret af ubevidste kræfter og konflikter, der stammer fra barndommen. Disse konflikter kan påvirke vores adfærd og følelsesmæssige tilstand uden, at vi er bevidste om det.
Psykoanalytisk terapi eller psykodynamisk psykoterapi sigter mod at bringe ubevidste konflikter og ønsker til bevidstheden ved hjælp af teknikker som frie associationer, drømtolkning og analyse af modstande og overføring. Terapeuten fungerer som en neutral observatør og hjælper klienten med at udforske dybere lag af bevidstheden.

### Kognitiv teori
Den kognitive tilgang undersøger, hvordan tanker, overbevisninger og kognitive processer kan påvirke udviklingen og vedligeholdelsen af psykisk sygdom. Kognitiv terapi fokuserer på at ændre destruktive tanke- og adfærdsmønstre.
Ifølge kognitiv teori har mennesker indre kognitive skemaer eller rammer, der former, hvordan de opfatter og forstår verden omkring dem. Tanker og overbevisninger påvirker, hvordan vi reagerer følelsesmæssigt og adfærdsmæssigt på begivenheder.
Kognitive terapeuter hjælper klienter med at identificere og udfordre kognitive fejl, såsom overdreven generalisering, katastrofetænkning eller tankevilkårlighed. Dette kan bidrage til at ændre negative mønstre og fremme mere realistiske og konstruktive tanker.

### Sociale og kulturelle teorier
Teorier om sociale og kulturelle forhold ved psykiske lidelser anerkender vigtigheden af sociale, kulturelle, historiske og miljømæssige faktorer i forståelsen af, hvordan psykiske lidelser udvikler sig og manifesterer sig. Disse teorier søger at integrere sociale og kulturelle kontekster i forklaringen af psykiske lidelser og anerkender, at forskellige kulturelle og sociale grupper kan opleve og udtrykke psykiske lidelser på forskellige måder. Ifølge nogle af disse teorier kan især stress, angst og depression ikke forstås uafhængigt af samfundets og kulturens udvikling
Stigmatisering af personer med psykiske lidelser spiller en rolle i forhold til de samfundsmæssige omkostninger forbundet med psykiske lidelser i form af udgifter til overførselsindkomster, tabt arbejdsfortjeneste og for sen eller ingen behandling. I mange lande er der etableret nationale afstigmatiseringsindsatser i løbet af de sidste 5-10 år. Ifølge en undersøgelse gennemført i den danske befolkning svarer 85%, at det er mere accepteret at have en fysisk end en psykisk lidelse. Således erklærer 62% af de adspurgte i undersøgelsen sig enige i, at personer med psykisk sygdom ofte er mindre socialt velfungerende end personer, der ikke har en psykisk lidelse. Mange personer med en psykisk lidelse undgår desuden at tale med andre om deres sygdom. F.eks. svarer 57% af deltagerne i en undersøgelse gennemført blandt personer med psykiske lidelser, at de frygter, at andres viden om at de har en psykisk lidelse vil få negative konsekvenser for dem.

## Kritik
Kritik af begrebet psykisk sygdom kommer fra forskellige perspektiver inden for psykologi, filosofi og samfundsvidenskab. Nedenfor er nogle af de centrale kritikpunkter og diskussioner relateret til dette emne:
Nogle kritikere argumenterer for, at begrebet psykisk sygdom er kulturelt relativt, og hvad der betragtes som normativ adfærd, varierer mellem kulturer. Det rejser spørgsmål om, i hvilket omfang psykisk sundhed og sygdom er universelle koncepter. Det anføres for eksempel, at der blot er tale om værdidomme af adfærd, der afviger fra normativ adfærd. Ifølge disse kritikere er såkaldte psykiske sydomme blot livsproblemer, og i de fleste tilfælde ligger der ikke nogen organisk forstyrrelse i hjernen til grund. Der findes også en afart af denne kritik blandt nogle patientgrupper. Som et eksempel mener pro ana-bevægelsen, at man som anorektiker ikke nødvendigvis er syg, men blot har valgt en anorektisk livsform. Tilsvarende findes et voice hearing network af personer der hører stemmer, men ikke opfatter dette som sygeligt. I stedet betragtes det at høre stemmer som en anderledes måde at opleve verden.
Kritikken omfatter også den traditionelle medicinske model, der betragter psykisk sygdom som en sygdom med biologiske årsager. Nogle mener, at denne tilgang overser sociale, kulturelle og psykologiske faktorer i forståelsen af mentale lidelser. Der er bekymringer over, at visse former for adfærd og følelser, der tidligere betragtedes som normale variationer, nu bliver medicinsk diagnosticeret og behandlet. Dette fører til kritik af overdiagnosticering og overmedicinering.
Begrebet psykisk sygdom kan også kritiseres for at bidrage til stigmatisering. Nogle mener, at det kan skabe stereotyper og fordomme, der påvirker enkeltpersoners selvopfattelse og måden, hvorpå samfundet reagerer på dem.
Det er vigtigt at bemærke, at diskussionen om begrebet psykisk sygdom er kompleks, og forskellige synspunkter eksisterer inden for feltet. Mens nogle kritikpunkter rejser betydelige spørgsmål om diagnosticering og behandling, er der også mange, der fortsætter med at anerkende værdien af at forstå og behandle mentale lidelser for at fremme individets trivsel.

### Medicinsk og psykologisk litteratur
- Arendt, M. & S. Kjær (2017): Kort og godt om angst. Dansk Psykologisk Forlag
- Esbjørn, B. H. & Breinholst, S. (2020). “Kort og godt om børn og angst”. Dansk psykologisk forlag.
- Freud, S. (1983): Hverdagslivets psykopatologi. Hans Reitzels Forlag
- Handest, J. (2003): Skizotypi og borderline, Psykiatrifondens forlag
- Jørgensen, C. R. (2014). “ADHD. Bidrag til en kritisk psykologisk forståelse”. Hans Reitzels Forlag
- Jørgensen, C. R. (2009): “Personlighedsforstyrrelser”. Hans Reitzels Forlag
- Larsen, J. K. (2001). Depressionssygdommen - fra videnskab til klinisk praksis. København: Munksgaard
- Licht, R, Straarup, K Nielsen, Vestergaard, P. (2012): Bipolar lidelse – en bog til mennesker med maniodepressiv sygdom og deres pårørende. Psykiatrifonden
- Nilson, G. &T. Silfving (2002): Farlige relationer – om borderline. Gyldendal Akademisk
- Simonsen, E. (1999): Personlighed og personlighedsforstyrrelser. Psykiatrifondens Forlag
- Skårderud, F. (208): Stærk/svag – en håndbog om spiseforstyrrelser, Hans Reitzels Forlag

- Sørensen, L. (2005): “Smertegrænsen”. DPF

- Videbech, P. (2020): Hvad er depression? Fadl

### Sociologisk, historisk og filosofisk litteratur
- Boldsen, S. (2019). "Fremmedgørelse som eksistentiel grunderfaring i skizofreni" . I: Mennesket og det andet: Bidrag til den eksistentielle fænomenologi (s. 142-163). Aalborg Universitetsforlag.
- Foucault, M. (2003): Galskabens historie. Det lille Forlag
- Foucault, M. (2019): Sindssygdom og psykologi. Hans Reitzels Forlag
- Køppe, S. (2004): Neurosens opståen og udvikling i 1800-tallet. Frydenlund
- Ringø, P. (2016). Skidt med årsagen, når bare vi er pålidelige. Psykiatriske diagnosers historiske indhold, udvikling og funktion. Tidsskrift for Forskning i Sygdom og Samfund, 13(25)
- Sørensen, A. D. (2015): Søren Kierkegaard og den eksistentielfænomenologiske problematisering af psykopatologi. I: Søren Kierkegaard som eksistentiel fænomenolog. Aalborg Universitetsforlag
- Sørensen, A. D. (2015): “Angst - når hverdagslivet bliver hjemløst”. I: Hverdagslivets følelser. Hans Reitzels Forlag
- Sørensen, A. D. (2019). Stress, angst og depression – at fremme og kurere de samme lidelser. I: Folkesundhed – bag om intentioner og strategier. GAD
- Østergaard, M. & R. Willig (red.) (2005). Sociale Patologier. Hans Reitzel

### Antipsykiatrisk litteratur
- Cooper, D. (1981): Psykiatri og antipsykiatri. Jørgen Paludan
- Szasz, T. (1991): Ideology and Insanity: Essays on the Psychiatric Dehumanization of Man. Syracuse, New York: Syracuse University Press.
- Szasz, T. (1997). The Manufacture of Madness: A Comparative Study of the Inquisition and the Mental Health Movement. Syracuse University Press.
- Szasz, T. (2009): Antipsychiatry: Quackery Squared. Syracuse, New York: Syracuse University Press

### Skønlitteratur, dokumentarromaner og biografier
- Dyhr, K. (2004): Glaspigen. Documentas
- Fastrup, K. (2018): Hungerhjerte. Gyldendal
- Knudsen, P. Ø. (2019): Min mor var besat. Gyldendal